# Ligue mondiale de volley-ball 2000
Navigation
Édition précédente Édition suivante
La Ligue mondiale 2000 s'est déroulée du 26 mai au 16 juillet 2000.

## Tour intercontinental

### Poule A
| Équipes           | Pts | Joués | Gagnés | Perdus | SP | SC |
| RF de Yougoslavie | 21  | 12    | 9      | 3      | 32 | 15 |
| Italie            | 20  | 12    | 8      | 4      | 28 | 23 |
| Argentine         | 16  | 12    | 4      | 8      | 23 | 28 |
| Canada            | 15  | 12    | 3      | 9      | 15 | 32 |

### Poule B
| Équipes  | Pts | Joués | Gagnés | Perdus | SP | SC |
| Russie   | 21  | 12    | 9      | 3      | 31 | 13 |
| France   | 19  | 12    | 7      | 5      | 24 | 21 |
| Cuba     | 17  | 12    | 5      | 7      | 21 | 24 |
| Pays-Bas | 15  | 12    | 3      | 9      | 13 | 31 |

### Poule C
| Équipes    | Pts | Joués | Gagnés | Perdus | SP | SC |
| États-Unis | 22  | 12    | 10     | 2      | 31 | 15 |
| Brésil     | 20  | 12    | 8      | 4      | 28 | 16 |
| Pologne    | 17  | 12    | 5      | 7      | 21 | 24 |
| Espagne    | 13  | 12    | 1      | 11     | 9  | 34 |

## Final SixRotterdamPays-Bas

### Groupe unique
| Équipes           | Pts | Joués | Gagnés | Perdus | SP | SC |
| Italie            | 9   | 5     | 4      | 1      | 13 | 8  |
| Russie            | 8   | 5     | 3      | 2      | 13 | 7  |
| RF de Yougoslavie | 8   | 5     | 3      | 2      | 11 | 8  |
| Brésil            | 7   | 5     | 2      | 3      | 8  | 11 |
| Pays-Bas          | 7   | 5     | 2      | 3      | 7  | 12 |
| États-Unis        | 6   | 5     | 1      | 4      | 8  | 14 |

### Match pour la3eplace
- Brésil 3-1  RF de Yougoslavie (25-19 25-21 25-21)

### Finale
- Italie 3-1  Russie (25-22 18-25 20-25 25-21 15-13)

## Classement final
| Place              | Équipe            |
| ------------------ | ----------------- |
| Médaille d'or      | Italie            |
| Médaille d'argent  | Russie            |
| Médaille de bronze | Brésil            |
| 4                  | RF de Yougoslavie |
| 5                  | Pays-Bas          |
| 6                  | États-Unis        |
| 7                  | France            |
| 8                  | Argentine         |
| 8                  | Cuba              |
| 10                 | Pologne           |
| 10                 | Canada            |
| 10                 | Espagne           |

## Distinctions individuelles
- MVP : Andrea Sartoretti
- Meilleur contreur: Martin Van der Horst
- Meilleur serveur : Goran Vujević
- Meilleur Attaquant : Guido Görtzen
- Meilleur marqueur : Andrea Sartoretti